# Gloster Meteor
Gloster Meteor – brytyjski myśliwiec z napędem odrzutowym z końcowego okresu II wojny światowej i pierwszych lat powojennych. Był to drugi myśliwiec odrzutowy na świecie i pierwszy samolot odrzutowy używany przez aliantów, który wszedł na wyposażenie jednostek bojowych Royal Air Force w sierpniu 1944, kilka tygodni po niemieckim Messerschmitcie Me 262. Różne wersje Meteora pozostały na służbie poprzez wiele lat – najdłużej w wersji myśliwca nocnego.

## Rozwój konstrukcji
Brytyjski pionier techniki napędu odrzutowego Frank Whittle rozpoczął testy skonstruowanego przez siebie silnika tego rodzaju 12 kwietnia 1937 roku. Dopiero po wybuchu II wojny światowej pracami Whittle’a zainteresowało się Ministerstwo Lotnictwa. Kiedy ministerstwo złożyło zamówienie na silnik odrzutowy mający stanowić napęd samolotu doświadczalnego, Whittle nawiązał współpracę z głównym projektantem przedsiębiorstwa Gloster, George’em Carterem. Owocem tej współpracy był pierwszy brytyjski odrzutowiec – doświadczalny jednosilnikowy Gloster E.28/39 (pierwsze kołowanie 7 kwietnia 1941 roku z silnikiem W.1X, pierwszy lot 15 maja 1941 roku z silnikiem W.1). Jako że była to maszyna nadająca się wyłącznie do celów doświadczalnych (pojedynczy silnik o takim ciągu nie pozwoliłby na zainstalowanie uzbrojenia i rozwinięcie prędkości niezbędnej do odbywania lotów bojowych), Carter jeszcze przed jej oblotem zaczął prace nad koncepcją samolotu myśliwskiego napędzanego dwoma silnikami odrzutowymi umieszczonymi w gondolach w centralnych częściach obu skrzydeł. Na bazie tego projektu w listopadzie 1940 roku Ministerstwo Lotnictwa wydało dla firmy Gloster specyfikację numer F.9/40 na skonstruowanie dwusilnikowego myśliwca odrzutowego o szybkości co najmniej 692 km/h.

### Prototypy
7 lutego 1941 roku Gloster otrzymał zamówienie na dwanaście prototypowych samolotów F.9/40 o numerach od DG202 do DG213 (zamówienie następnie zmniejszono o połowę, a następnie zwiększono do ośmiu maszyn). F.9/40 pierwotnie był określany kryptonimem Rampage (Szał), następnie zaś – od września 1941 roku – Thunderbolt (Piorun), ale żeby uniknąć pomyłek z amerykańskim P-47 Thunderboltem, latem 1942 wybrano dla niego nazwę Meteor.
Pierwszy prototyp numer DG202 rozpoczął próbne kołowania już latem 1942 roku, ale pierwszy lot opóźnił się z winy przedsiębiorstwa Rover, produkującego silniki Whittle W.2B. Ostatecznie jako pierwszy wzbił się w powietrze piąty prototyp Meteor DG206 z silnikami Halford H.1 (produkcji de Havillanda) o ciągu 8,9 kN, ze sprężarką odśrodkową. Pierwszy lot nastąpił w bazie RAF Cranwell 5 marca 1943 roku z Michaelem Dauntem za sterami. Ciąg maksymalny silników Halford miał docelowo sięgać 13,3 kN i w założeniu mogły rozpędzić Meteora do prędkości ponad 800 kilometrów na godzinę. Podstawowym napędem jednak były silniki konstrukcji Whittle’a, badane w kilku odmianach. Ich rozwój ponownie nabrał tempa dzięki Rolls-Royce’owi, który przejął wydział silników odrzutowych Rovera. W rezultacie DG205 pierwszy lot z silnikami W.2B/23 odbył 12 czerwca 1943 roku, a półtora miesiąca później, 24 lipca wzniósł się w powietrze również DG202. Podczas prób w locie bardzo szybko wyszły na jaw problemy ze statecznością (odchylenia), których przyczyny upatrywano początkowo w braku śmigieł.
Silniki W.2B, produkowane przez zakłady Rolls-Royce jako Welland I, wybrano jako napęd pierwszego wariantu produkcyjnego Meteora F.Mk.1. 9 listopada 1943 oblatano DG203, wyposażony w silniki W.2/500, następnie W.2/700 (ciąg 7,5 kN). Silniki Halforda H.1 były przewidywane jako napęd wersji Mk.2, ale rozwój tego wariantu zarzucono. Silniki H.1 wprawdzie osiągały większy ciąg, lecz ich większa średnica wymagała powiększonych gondoli, których opór niwelował korzyści (zakłady de Havilland użyły następnie tego silnika dla projektowanego tam jednosilnikowego myśliwca Vampire). Prototyp DG204 (oblatany 13 listopada 1943) otrzymał silniki MetroVick F.2 ze sprężarką osiową o ciągu 8,9 kN, o mniejszej średnicy, podwieszone w gondolach pod skrzydłami, jednakże przed ich pełnym przetestowaniem uległ on katastrofie 1 kwietnia 1944. Również prototyp DG205 rozbił się 27 kwietnia 1944. O posiadaniu odrzutowców zezwolono pisać prasie brytyjskiej dopiero w styczniu 1944.
W sierpniu 1945 roku DG202 trafił na lotniskowiec eskortowy HMS „Pretoria Castle” w celu odbycia prób na pokładzie lotniczym (kołowanie, obsługa itd.). Samolot nie wylądował na lotniskowcu, ale został rozmontowany i na powrót zmontowany na pokładzie.
Zbudowano następujące prototypy Meteora:
- DG202, pierwszy lot 24 lipca 1943, silnik: W.2B/23.
- DG203, pierwszy lot 9 listopada 1943, silnik: W.2/500.
- DG204, pierwszy lot 13 listopada 1943, silnik: MetroVick F2 (w gondolach podskrzydłowych); 1 kwietnia 1944 następnego uległ on wypadkowi wskutek rozpadu silnika podczas lotu z dużą prędkością (pilot Douglas Davie zginął)[9].
- DG205, pierwszy lot 12 czerwca 1943, silnik: W.2B/23 o ciągu 7,1 kN; rozbił się 27 kwietnia 1944 w Minchinhampton Common (pilot John Crosby-Warren zginął)[18].
- DG206, pierwszy lot 5 marca 1943, silnik: Halford H.1 o ciągu 8,9 kN.
- DG207, pierwszy lot 24 lipca 1945, silnik: Halford H.1b.
- DG208, pierwszy lot 20 stycznia 1944, silnik: W.2B/23.
- DG209, pierwszy lot 18 kwietnia 1944, silnik: W.2B/37.

### Wersje seryjne

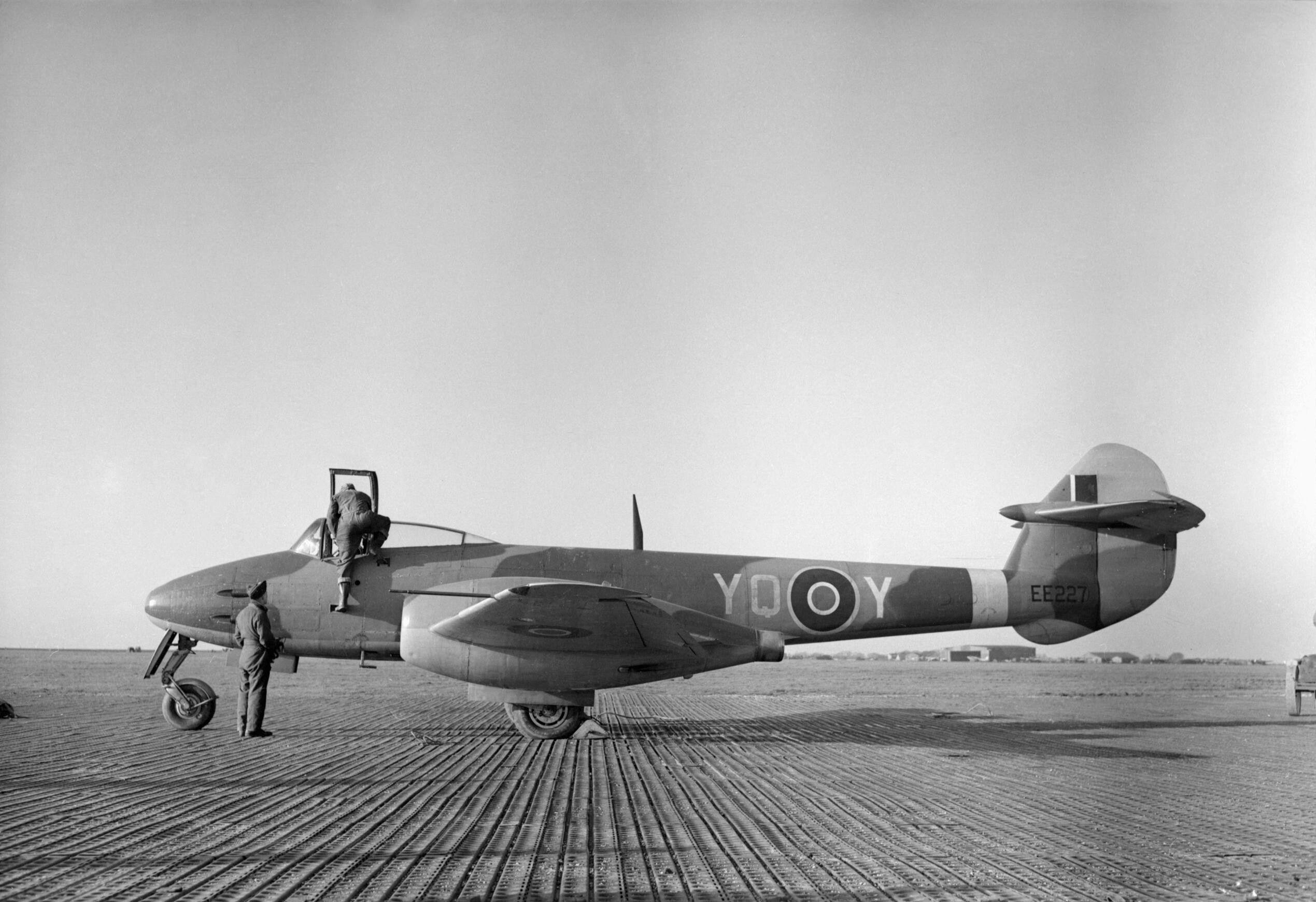
Meteor F.1 (nr EE227) z 616. Squadronu RAF

#### F.Mk.1
Pierwszą wersją seryjną była F.Mk.1 (od Fighter, Mark 1 – myśliwiec model 1, w skrócie F.1), napędzana silnikami W.2B/23 Welland I o ciągu 7,6 kN. Pod względem konstrukcji płatowca praktycznie nie różniła się ona od F.9/40, jeśli nie liczyć drobnych zmian w kopułce osłony kabiny i usterzeniu. Początkowo zamówiono 300 sztuk, ale wkrótce skupiono się na pozyskiwaniu nowszych wersji, a zamówienie na Meteory Mk.1 obcięto do dwudziestu egzemplarzy – i tyle właśnie zbudowano (od EE210 do EE229). Pierwszy samolot seryjny (EE210) oblatano 12 stycznia 1944 roku (pilotował Michael Daunt).
Opracowano także wersję F.Mk.2, która miała być napędzana silnikiem H.1b, lecz zrezygnowano z niej, ponieważ ta sama jednostka napędowa była przewidziana dla myśliwców de Havilland Vampire. Powstał tylko jeden prototyp (DG207), oblatany dopiero 24 lipca 1945. Wprowadzono na nim ponadto nową ulepszoną osłonę kabiny, wzorowaną na Focke-Wulf Fw 190 i zastosowaną w wersji Mk.3 i dalszych. Przez krótki czas wykorzystywano go do prac badawczo-rozwojowych, a następnie przeznaczono do roli pomocy naukowej w szkoleniu mechaników.

#### F.Mk.3

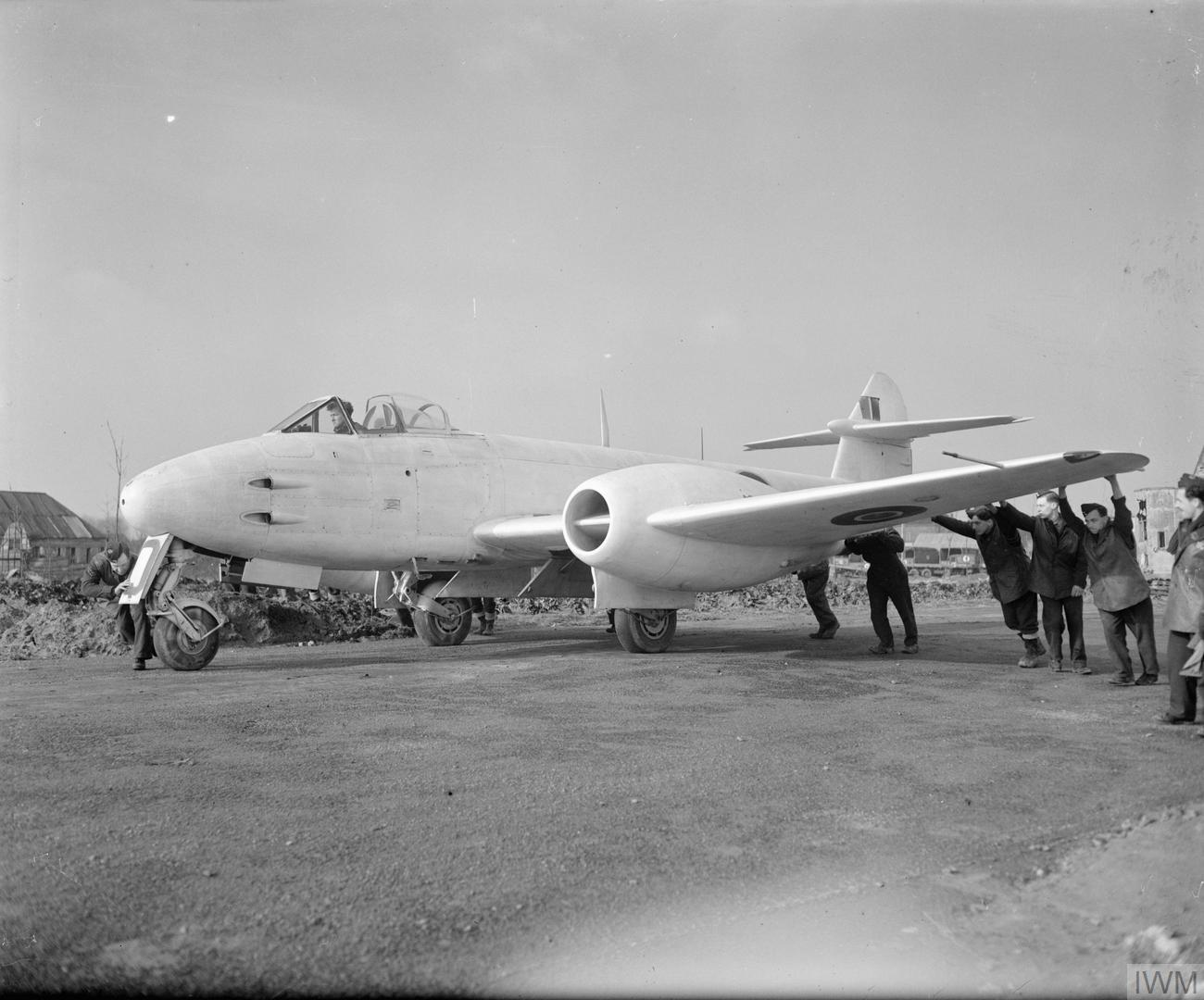
Meteor F.Mk.3 z 616. Eskadry w bazie Melsbroek pod koniec II wojny światowej; maszyny pomalowano na biało, aby ułatwić ich identyfikację sojuszniczym lotnikom

Pierwsza wersja budowana w większej liczbie. Pierwszy egzemplarz (EE230) oblatano na początku września 1944 roku. Począwszy od szesnastego egzemplarza (numer EE245) stosowano silniki Rolls-Royce Derwent I o ciągu 8,9 kN. F.Mk.3 cechował się również wzmocnioną konstrukcją płatowca, większym zapasem paliwa, hamulcami aerodynamicznymi i odsuwaną kopułką. W ostatnich piętnastu egzemplarzach (od EE479) wprowadzono dłuższe, bardziej opływowe gondole silników, stwarzające mniejszy opór (zamontowano je także w niektórym przebudowanych maszynach). W części samolotów zastosowano mocniejsze silniki Derwent IV (10,7 kN).
W kwietniu 1948 roku w dwóm Meteorach z krótkimi gondolami – EE337 i EE387 – zainstalowano silniki Derwent V i haki hamujące zaczerpnięte z de Havillanda Sea Horneta oraz wzmocniono podwozie, aby przygotować je do lądowania na pokładzie lotniskowca. 8 czerwca 1948 roku pilot doświadczalny Royal Navy Eric Brown wylądował na HMS „Implacable”; było to pierwsze w historii lądowanie brytyjskiego dwusilnikowego samolotu odrzutowego na lotniskowcu. Brown wspominał, że sadzanie Meteora na pokładzie lotniczym – mimo że samolotu tego nigdy nie projektowano do tej roli – było bardzo łatwe.
Łącznie powstało 210 Meteorów F.Mk.3; nosiły numery od EE230 do EE493.

#### F.Mk.4

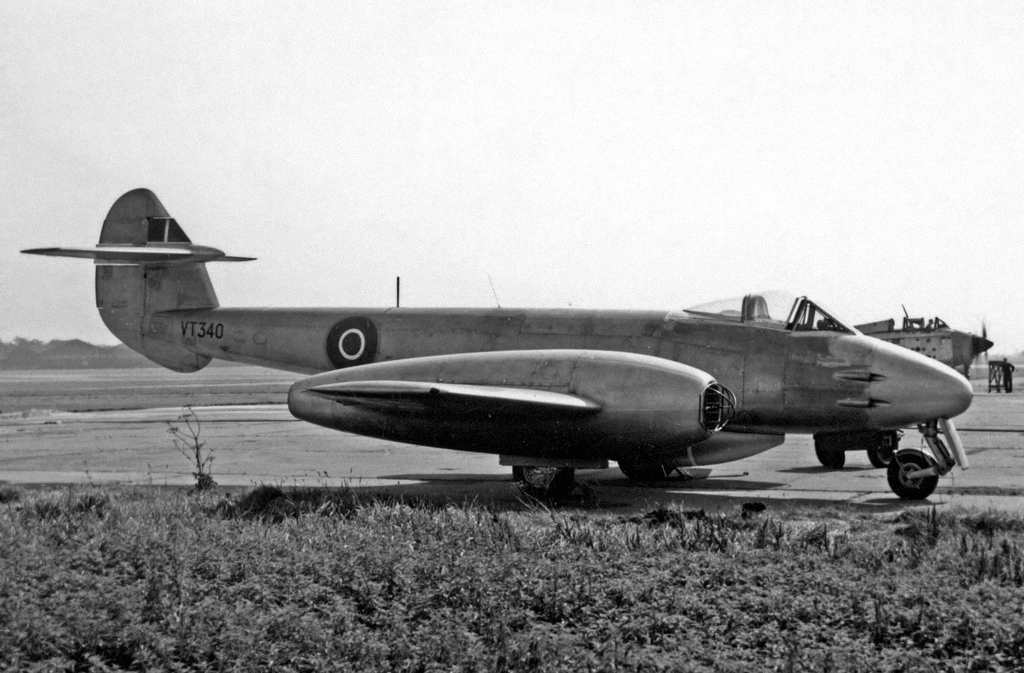
Meteor F.Mk.4

Znacząca poprawa osiągów nastąpiła wraz z wersją F.Mk.4, która wprowadziła silniki Derwent V o ciągu 15,6 kN (pomniejszona wersja silnika Rolls-Royce Nene). Pierwszy lot nastąpił 15 sierpnia 1945 roku (pilotował Eric Greenwood).
Po wyprodukowaniu kilku samolotów, począwszy od egzemplarza EE525 Meteory budowano z płatem skróconym o 1,8 metra, co zwiększyło prędkość wykonywania beczki, a zarazem (dzięki zwiększeniu sztywności) umożliwiło podwieszenie dwóch bomb o wagomiarze 454 kilogramów. Prędkość tej wersji na dużej wysokości wynosiła 917 km/h (na poziomie morza nawet 949 km/h).
Pierwsza wersja produkowana w dużej liczbie na eksport. Wyprodukowano ich 490 dla lotnictwa brytyjskiego oraz dalsze kilkaset na eksport.

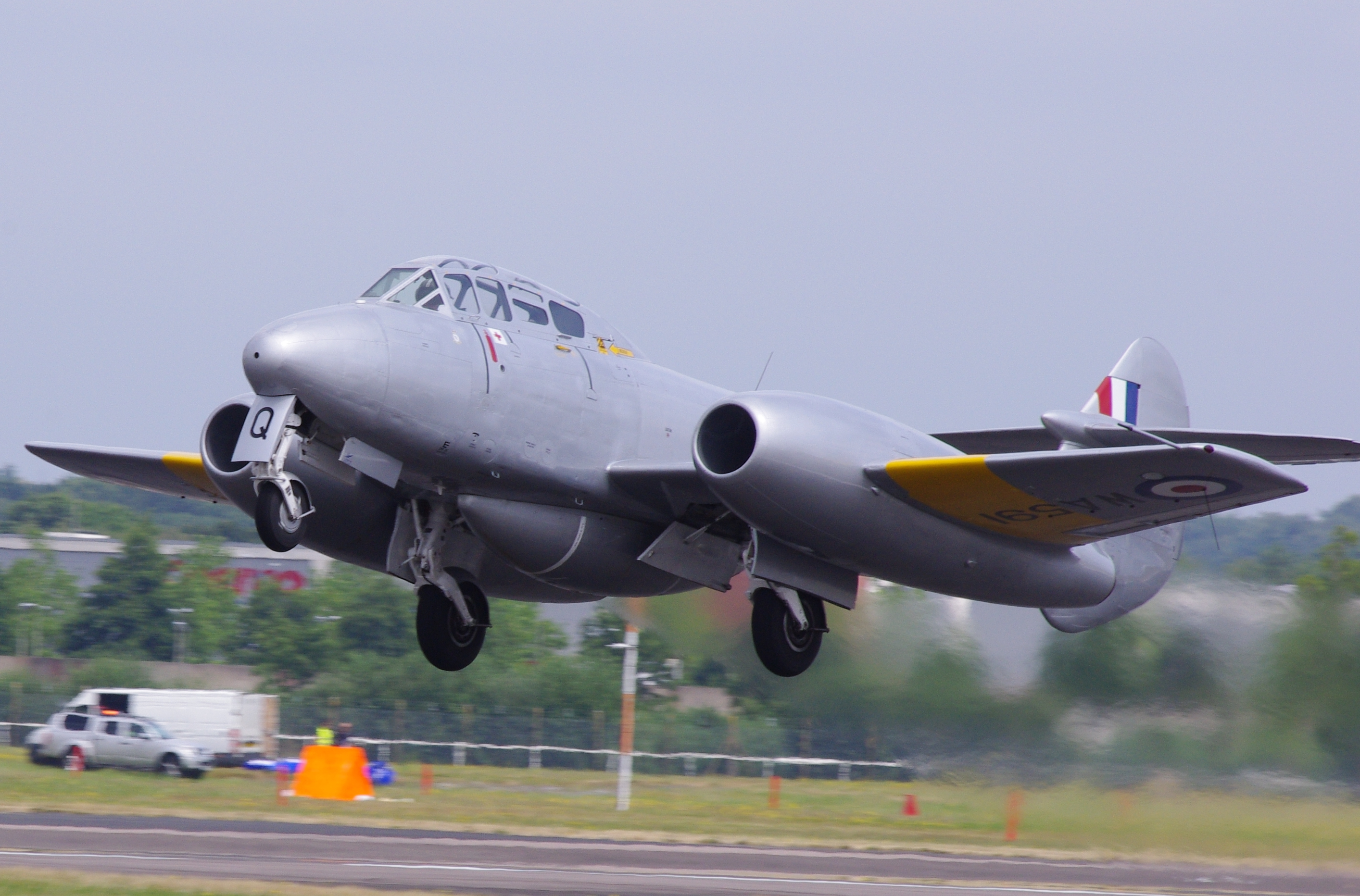
Meteor T.7

#### T.Mk.7
Nieuzbrojona wersja szkolno-treningowa. Impulsem do jej powstania było zamówienie na Meteory F.Mk.4 złożone przez Argentynę, obejmujące także szkolenie pilotów. Pierwszy lot 19 marca 1948 roku z Billem Watertonem za sterami. Dostawy od grudnia 1948 roku. Samolot miał wydłużoną przednią część kadłuba, aby pomieścić dłuższą kabinę, a w późniejszych egzemplarzach stosowano mocniejsze silniki Derwent 8 o ciągu 16 kN.

#### F.Mk.8
Ostatnia wersja myśliwca dziennego, napędzana silnikami Derwent 8. Podstawową różnicą w stosunku do wcześniejszych wersji było zastosowanie nowej konstrukcji ogona i usterzenia, zaczerpniętej z samolotu Gloster E.1/44. Pierwsze próby nowego usterzenia i przedłużonego (w celu pomieszczenia większej ilości paliwa) kadłuba wykonano na maszynie w wersji F.4 numer RA382 – dowiodły one, że samolot w takiej konfiguracji będzie stabilniejszą platformą dla swoich działek, ale zarazem pojawiło się większe zagrożenie mimowolnego osiągnięcia wysokiej liczby Macha.

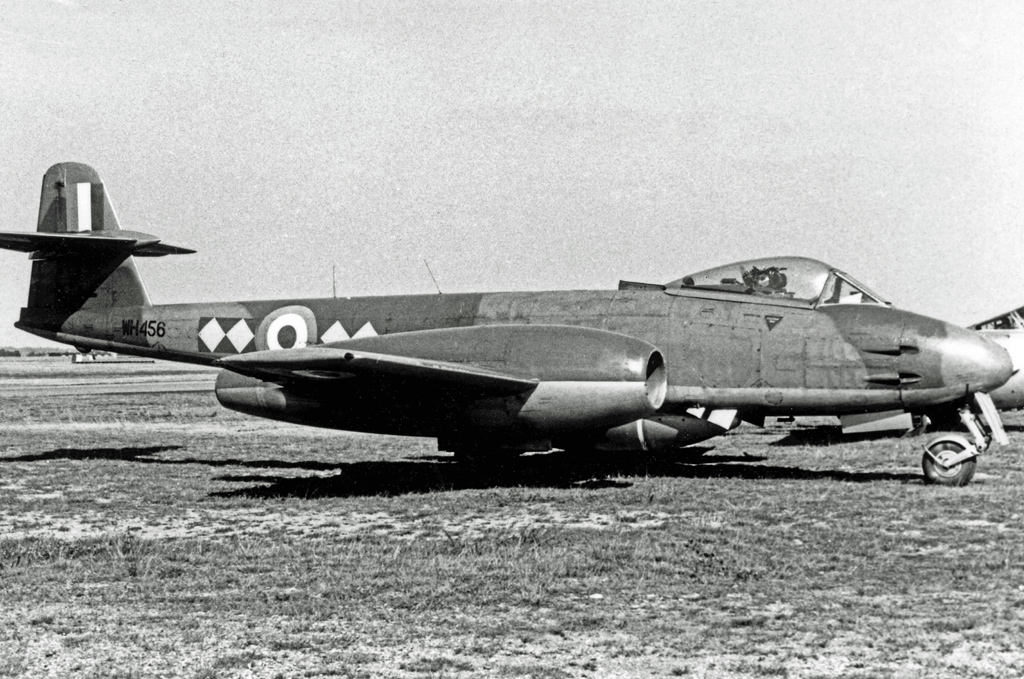
Meteor F.8

Pierwszym prototypem wersji F.8 był VT150 (przebudowany F.4), oblatany 12 października 1948 roku przez Janusza Żurakowskiego. W samolocie po raz kolejny wzmocniono konstrukcję płatowca, a w drugiej połowie 1949 roku pilot po raz pierwszy otrzymał do dyspozycji fotel wyrzucany (Martin-Baker Mk.1E) i jednoczęściową kopułkę osłony kabiny. Dostawy rozpoczęły się 10 grudnia 1949 roku (VZ438 do RAF Tangmere).
F.Mk.8 służył jako podstawowy jednomiejscowy myśliwiec przechwytujący RAF-u i RAuxAF-u (Royal Auxiliary Air Force) do 1955 roku, czyli przed wprowadzeniem do służby Hawkera Huntera.

#### FR.Mk.9 i PR.Mk.10
Ostatnie dwie jednomiejscowe wersje Meteora, przeznaczone do rozpoznania fotograficznego. FR.9 różnił się od F.8 wyłącznie dłuższym o 22,9 centymetra nosem z przeszkleniami, w którym można było umieścić aparat fotograficzny F24 (pierwszy egzemplarz, VW360, oblatano 22 marca 1950 roku).
PR.10 był przeznaczony do strategicznego rozpoznania fotograficznego z dużej wysokości. Nie przenosił uzbrojenia, miał dłuższe skrzydła zaczerpnięte z wersji Mk.3, ogon z Mk.4, centralną część kadłuba z Mk.8 i nos z Mk.9, a w tylnej części kadłuba przenosił dodatkowo dwa aparaty F52. Oblatany 29 marca 1950 roku, dostawy od grudnia 1950 roku.
Wcześniej opracowano inną wersję rozpoznania fotograficznego: PR.Mk.5, wyposażoną w pakiet aparatów fotograficznych w nosie i dwa aparaty w kadłubie. Rozwój tej wersji zastopowała katastrofa prototypu numer VT347 (zginął pilot Rodney Dryland).

#### NF.Mk.11

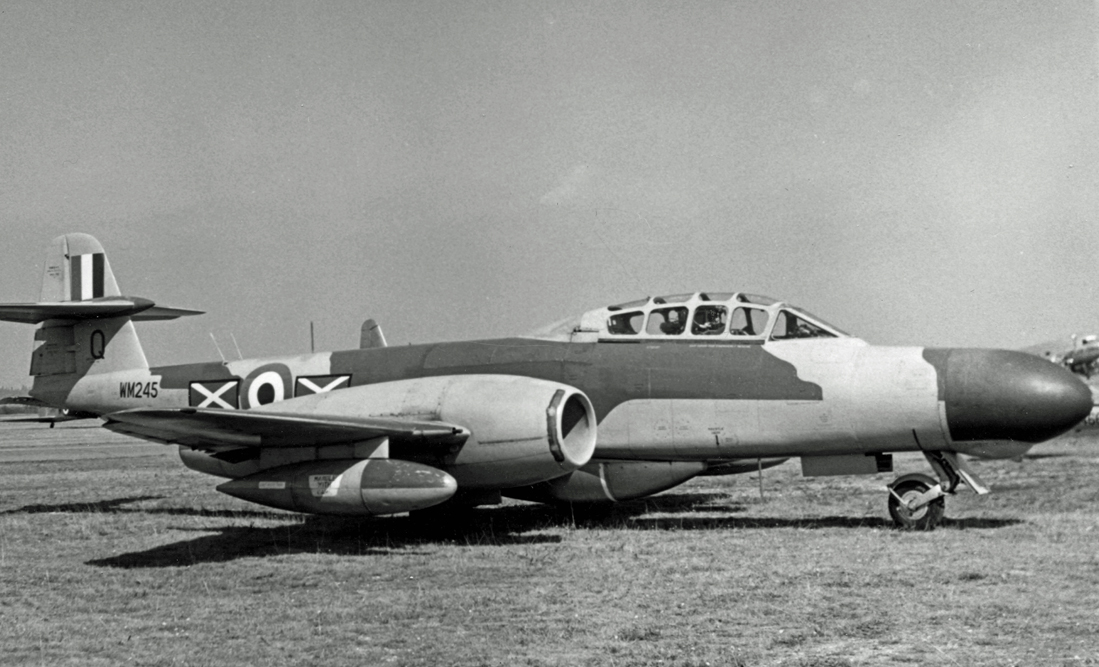
Meteor NF.11

Bezpośrednio po drugiej wojnie światowej jedynym myśliwcem nocnym RAF-u był de Havilland Mosquito w wersji NF.36 (night fighter – myśliwiec nocny). Ministerstwo lotnictwa dopiero w styczniu 1947 roku wydało specyfikację F.4/46, która z biegiem czasu doprowadziła do powstania Glostera Javelina, tymczasem potrzebny był samolot mogący w okresie przejściowym zapewnić ochronę brytyjskiej przestrzeni powietrznej przed nowoczesnymi bombowcami. Już w październiku 1946 roku Gloster zaproponował ministerstwu nocą maszynę myśliwską opartą na Meteorze T.7 wyposażonym w radar, ale jako że moce przerobowe Glostera były skupione na produkcji jednomiejscowych Meteorów, prace nad wersją nocną powierzono przedsiębiorstwu Armstrong Whitworth (które ostatecznie budowało wszystkie Meteory NF). Prototyp aerodynamiczny (przebudowany z Meteora T.7 numer VW413) oblatano 28 stycznia 1949 roku, a prototyp właściwy (WA546) – 31 maja 1950 roku. NF.11 wszedł do służby w RAF-ie w 29. Squadronie w RAF Tangmere 20 sierpnia 1951 roku.
Ze względu na przedłużony nos i wyraźnie zwiększoną masę Meteor NF otrzymał dłuższy płat, taki jak w wersji F.3. W płacie znalazły się również działka, przesunięte z nosa, w którym teraz znajdował się radar. Zastosowano radar AI.10, czyli taki sam jak montowany w Mosquitach.

#### NF.Mk.12
W wersji NF.12 zastosowano amerykański radar Westinghouse APS-57, noszący oznaczenie brytyjskie AI.21, przewyższający pod względem możliwości dotychczas stosowany radiolokator AI.10. Był on w stanie wykryć cel rozmiarów Meteora z odległości dwudziestu czterech kilometrów. Aby pomieścić nowy radar, konieczne było wydłużenie nosa o 17 cali (43,2 centymetra), tak że całkowita długość samolotu wzrosła do 49 stóp i 11 cali (15,215 metra). Zarazem aby zrównoważyć wzrost masy, samolot wyposażono w mocniejsze silniki Derwent 9.
Pierwszy egzemplarz seryjny, WS590, oblatano 21 kwietnia 1953 roku. Powstało sto Meteorów NF.12 (WS590–639, WS658–700, WS715–721).

#### NF.Mk.13
Wersja do działań w warunkach tropikalnych, wbrew numeracji opracowana wcześniej niż NF.12. Cięższa od NF.11 o 204 kilogramy ze względu na dodatkowe wyposażenie, między innymi wentylację i radiokompas. Powstało czterdzieści egzemplarzy, wszystkie przebudowane z NF.11 (oblot 23 grudnia 1952 roku, dostawy od stycznia 1953).

#### NF.Mk.14

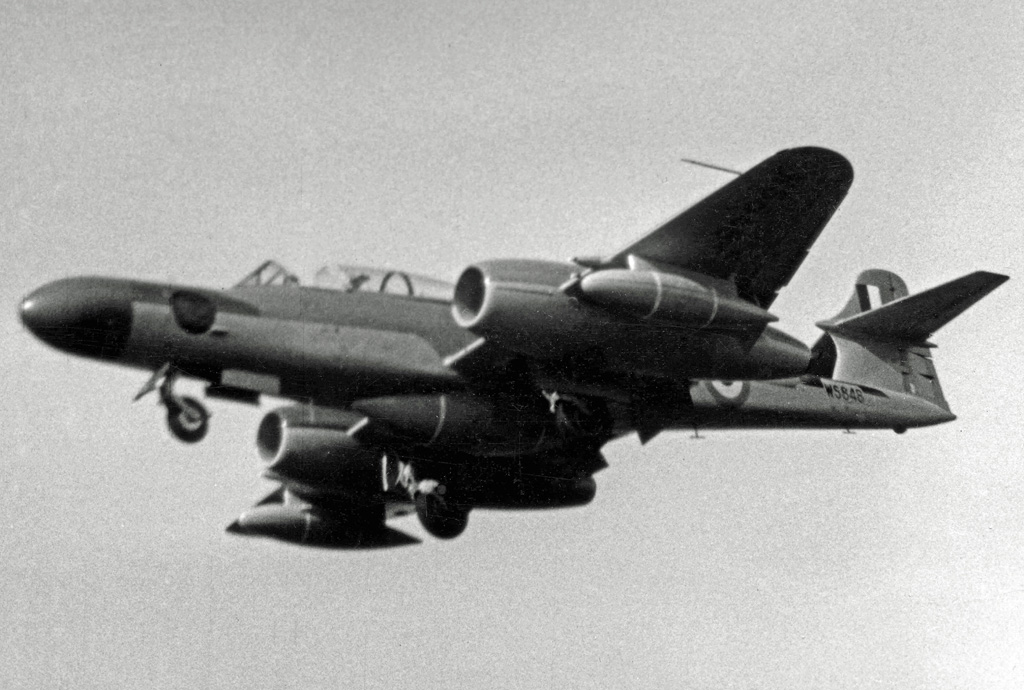
Meteor NF.14 w locie, 1954 rok

Ostatnia wersja myśliwska nocna, wyposażona podobnie jak NF.12 (ten sam radiolokator), ale z nową osłoną kabiny, zapewniającą lepszą widoczność. Pierwszy egzemplarz seryjny (WS722) oblatano 23 października 1953 roku, dostawy rozpoczęto 6 listopada. WS848, zbudowany w maju 1955 roku, był ostatnim egzemplarzem Meteora. Myśliwce w wersji zarówno NF.14, jak i NF.12 zaczęły ustępować miejsca Glosterom Javelinom w 1957 roku, a ostatnie Meteory bazujące w Wielkiej Brytanii wycofano ze służby w czerwcu 1959 roku. Część z nich wykorzystywano jeszcze później do szkolenia nawigatorów.

#### TT.Mk.20
Nieuzbrojona wersja do holowania celów latających dla Royal Navy na bazie przebudowanego NF.11, aby zastąpić Faireye Firefly’e. Powstało pięćdziesiąt sztuk. Cel umieszczony był w wyciągarce pomiędzy kadłubem a prawym silnikiem, na górnej powierzchni płata, a za obsługę odpowiadał drugi członek załogi (na tylnym stanowisku). Oblot prototypu 5 grudnia 1956 roku. Meteory TT.20 zaczęto wycofywać ze służby w 1970 roku.

#### Egzemplarze doświadczalne
Pewną liczbę Meteorów zmodyfikowano pod kątem testowania nowych rozwiązań (napęd, technika pilotażu i inne). Wśród tych maszyn były:
- Meteor F.1 numer EE227, który jako pierwszy samolot na świecie otrzymał eksperymentalnie silniki turbośmigłowe RB.50 Trent. Oblatany 20 września 1945 roku, był w stanie rozwinąć prędkość maksymalną 708 kilometrów na godzinę na wysokości 3050 metrów[50]. Według Erica Browna samolot ten był wolny od problemów z przyspieszeniem występujących w odrzutowcach, co sprawiało, że dobrze nadawałby się do roli samolotu pokładowego[27].
- Reaper (nazwa nieoficjalna), czyli opracowany przez Glostera we własnym zakresie – na bazie F.Mk.8 – samolot uderzeniowy, mogący przenosić cztery bomby o wagomiarze 454 kilogramów lub osiem niekierowanych pocisków rakietowych oraz dwa 45-litrowe zbiorniki paliwa na końcach skrzydeł[38]. Powstał jeden prototyp, oblatany 4 września 1950 roku, a następnie – wobec braku zamówień – przebudowany na T.7 i w 1958 roku sprzedany do Szwecji[38].

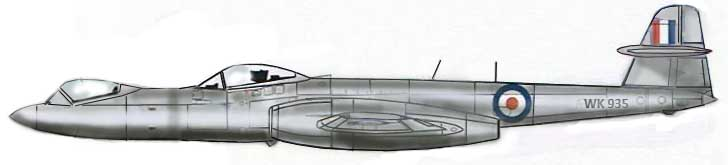

- Meteor F.8 z dodatkową kabiną w wydłużonym nosie, w której pilot miał zajmować miejsce w pozycji leżącej (stąd projekt określono nazwą Prone Pilot), co miało dawać większą odporność na negatywne skutki przeciążenia. Był to przebudowany egzemplarz numer WK935. Samolot oblatano 10 lutego 1954 roku, zawsze odbywał loty z drugim członkiem załogi w „klasycznej” kabinie. Próby trwały do 1956 roku[51].

## Służba

### Druga wojna światowa

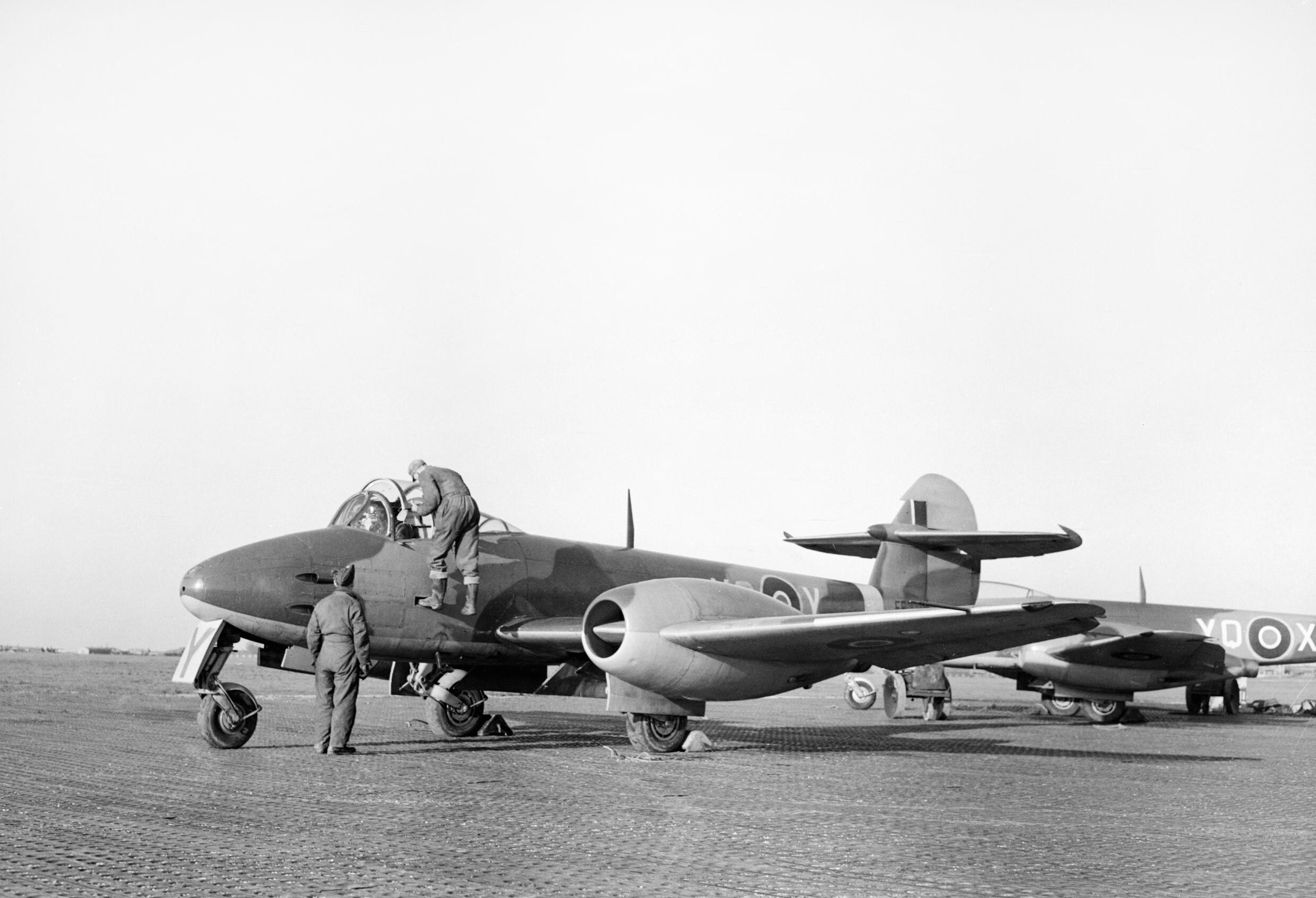
Para Glosterów Meteorów Mk. I 616. Squadronu RAF-u

W kwietniu 1944 roku ogłoszono, że pierwszą jednostką liniową, która otrzyma Meteory, będzie 616. Squadron (eskadra) Myśliwski RAF. Była to zarazem pierwsza jednostka RAF wyposażona w samoloty odrzutowe i pierwsza aliancka jednostka lotnicza wykorzystująca odrzutowce w drugiej wojnie światowej. Pierwszy egzemplarz seryjny Mk.1 18 lutego 1944 roku wysłano do USA do testów w ramach wymiany za otrzymany od USAAF pierwszy amerykański odrzutowiec Bell P-59 Airacomet.
W czerwcu 1944 pierwsze Meteory Mk.1 dostarczono do jednostki doświadczalnej Intensive Flying Development Flight w Farnborough, po czym 17 lipca typ ten uzyskał dopuszczenie do służby. Pierwsze dwa Meteory o numerach EE213/G i EE214/G dostarczono do 616. Squadronu 20 lipca lub 21 lipca 1944 roku. Pod koniec miesiąca eskadra miała już dość maszyn, aby w pełni wyposażyć w nie Flight „A” (Flight „B” przez pewien czas miał wciąż latać na Spitfire’ach). Gotowość bojową ogłoszono 27 lipca 1944 roku. Pierwszym pilotem RAF-u wykonującym lot bojowy na odrzutowcu został Kanadyjczyk W.H. McKenzie.
W czasie drugiej wojny światowej żaden Meteor nie stoczył walki z samolotem nieprzyjaciela, choć od stycznia 1945 roku Meteory wykonywały loty bojowe nad Niemcami z lotnisk w Belgii i zniszczyły około czterdziestu samolotów nieprzyjaciela na ziemi. Jedyne zwycięstwa w powietrzu myśliwce te odniosły nad „latającymi bombami” V-1. W okresie od 4 sierpnia do 29 sierpnia 1944 roku pilotom Meteorów zaliczono 12,5 zestrzelenia V-1, z czego najwięcej – trzy – strącił T.D. Dean. To właśnie on zapisał sobie na konto pierwsze zwycięstwo powietrzne odniesione przez Meteora – 4 sierpnia na południe od Tonbridge. Po zajęciu stanowisk wyrzutni V-1 przez alianckie wojska lądowe Meteorów nie kierowano do zadań bojowych i w znacznej mierze ograniczono ich loty do ćwiczebnych. Między innymi w październiku 1944 roku cztery samoloty wysłano do RAF Debden, gdzie stacjonowali Amerykanie, w celu lepszego przygotowania ich do walki z niemieckim myśliwcem odrzutowym Messerschmitt Me 262 (dla załóg i mechaników była to z kolei okazja, aby przećwiczyć obsługę maszyn w warunkach polowych, z dala od stałej bazy).
Na przełomie 1944 i 1945 roku 616. Eskadrę przezbrojono z Meteorów Mk.1 na Meteory Mk.3. 4 lutego pierwsze cztery samoloty – prowadzone przez Dennisa Barry’ego – przeleciały do Belgii, do bazy Melsbroek pod Brukselą; tym samym eskadra ta została pierwszą aliancką jednostką lotniczą wykorzystującą samoloty odrzutowe na kontynencie europejskim, lecz w początkowym okresie złe warunki pogodowe praktycznie uniemożliwiły jakiekolwiek wykorzystanie Meteorów.
W 1946 roku Meteor IV EE549 ustanowił ówczesny oficjalny rekord prędkości – 616 mil na godzinę. Wcześniej ten sam samolot osiągnął w innym locie 632 mile na godzinę, ale nie była to próba oficjalna.
Meteory ostatecznie wycofano ze służby w eskadrach liniowych RAF-u w kwietniu 1957 roku.

### Wojna koreańska (RAAF)
Jeden Meteor F.3 został dostarczony do zapoznania się do Australii w 1946 roku, lecz typ ten nie został zamówiony. Dopiero po wybuchu wojny koreańskiej w 1951 roku Królewskie Australijskie Siły Powietrzne (RAAF) zakupiły do służby w Korei 94 samoloty wersji F.8 i pewną liczbę T.7. 77. Dywizjon RAAF, który wcześniej latał na Mustangach, został przezbrojony w nowe samoloty między lutym a majem 1951 i wszedł do akcji 30 lipca. W ten sposób Meteor stał się pierwszym odrzutowcem, który walczył w dwóch wojnach. Meteor okazał się znacznie ustępować radzieckim nowocześniejszym myśliwcom MiG-15, których zdołano mimo to zestrzelić cztery.
W dużej bitwie powietrznej 1 grudnia 1951 roku Australijczycy stracili trzy Meteory w walce z dużą grupą MiG-ów, zestrzeliwując jeden – dwanaście samolotów 77. Dywizjonu stawiło czoło czterdziestu koreańskim odrzutowcom. Po tych stratach australijski dywizjon został przesunięty do zadań szturmowych i wspomagania oddziałów naziemnych. Do końca wojny Australijczycy stracili 54 Meteory, większość z nich została zestrzelona przez artylerię przeciwlotniczą lub utracona w wypadkach.

### W służbie innych krajów
Meteory były produkowane aż do 1954 roku, łącznie wyprodukowano 3900 sztuk tego samolotu, w większości w wersji Mk. 8. Używane były one przez siły lotnicze takich krajów jak Argentyna, Australia, Belgia, Brazylia, Dania, Ekwador, Egipt, Francja, Izrael, Holandia, Nowa Zelandia, Syria i Szwecja.
Pierwszym nabywcą zagranicznym była Argentyna, która otrzymała 100 samolotów F.4 począwszy od lipca 1947. Używane były m.in. przez obie strony podczas puczów przeciw Juanowi Perónowi w 1955 roku. Wycofano je ze służby dopiero z końcem 1970 roku.
Największym użytkownikiem zagranicznym stała się Holandia, dokąd pierwsze Meteory F.4 dostarczono w czerwcu 1948. Od 1951 roku dostarczano samoloty wersji F.8, produkowane na licencji w zakładach Fokker (umowa z 28 lipca 1948), także dla Belgii. Kolejnymi użytkownikami od 1949 roku były Belgia i Dania (w obu krajach wersje F.4, T. 7, F.8, NF.11, używane do przełomu lat 50./60.).
Od października 1949 roku niewielkie liczby Meteorów wersji F.4 i T.7, następnie F.8 i NF.13 (sześć) zostały dostarczone do Egiptu. Podczas kryzysu sueskiego w 1956 roku uczestniczyły w atakach na siły izraelskie i nielicznych walkach powietrznych; wiele z nich zostało zniszczonych na ziemi przez lotnictwo brytyjskie. Jeden Meteor NF.13 przechwycił i uszkodził brytyjski bombowiec Vickers Valiant. Od 1953 roku Meteorów T.7, F.8 i NF.13 używał także Izrael, również używanych bojowo podczas kryzysu sueskiego.
Szwecja używała tylko 3 cywilnych holowników celów T.7, na potrzeby lotnictwa wojskowego od 1955 roku.

## Dane techniczne
| Porównanie danych technicznych niektórych wersji bojowych Meteora | Porównanie danych technicznych niektórych wersji bojowych Meteora | Porównanie danych technicznych niektórych wersji bojowych Meteora | Porównanie danych technicznych niektórych wersji bojowych Meteora | Porównanie danych technicznych niektórych wersji bojowych Meteora |
| ----------------------------------------------------------------- | ----------------------------------------------------------------- | ----------------------------------------------------------------- | ----------------------------------------------------------------- | ----------------------------------------------------------------- |
|                                                                   | F.1                                                               | F.3                                                               | F.8                                                               | NF.14                                                             |
| Załoga                                                            | 1                                                                 | 1                                                                 | 1                                                                 | 2                                                                 |
| Długość [m]                                                       | 12,62                                                             | 12,62                                                             | 13,59                                                             | 15,21                                                             |
| Rozpiętość [m]                                                    | 13,11                                                             | 13,11                                                             | 11,34                                                             | 13,11                                                             |
| Wysokość [m]                                                      | 3,96                                                              | 3,96                                                              | 3,96                                                              | 4,24                                                              |
| Powierzchnia nośna [m²]                                           | 34,8                                                              | 34,8                                                              | 32,6                                                              | 34,8                                                              |
| Masa [kg]                                                         | 5341                                                              | 6052 silnik Derwent IV)                                           | 7122                                                              | 7841                                                              |
| Silnik                                                            | W.2B/23                                                           | W.2B/23C Derwent I/IV                                             | Derwent 8                                                         | Derwent 9                                                         |
| Ciąg [kN]                                                         | 2 × 7,1                                                           | 2 × 10,7 (Derwent IV)                                             | 2 × 15,6                                                          | 2 × 16,9                                                          |
| Prędkość maks. [km/h] na wysokości [m]                            | 716 9144                                                          | 793 (Derwent IV) 9144                                             | 885 9144                                                          | 941 3048                                                          |
| Pułap [m]                                                         | 13 106                                                            | 14 021                                                            | 12 411                                                            | 13 107                                                            |